# MVP de las Finales de la ABA Liga

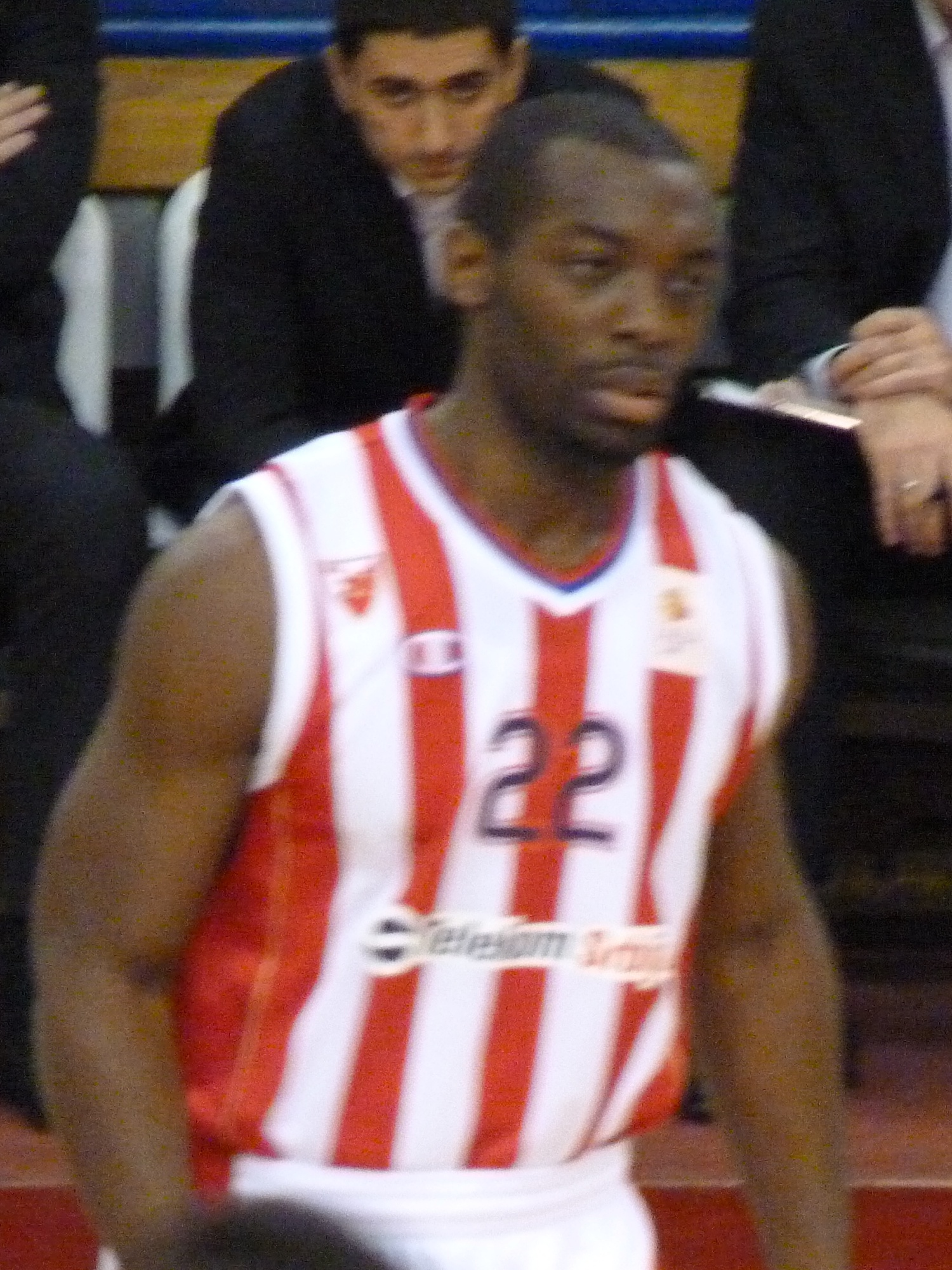
Charles Jenkins, ganador en 2017

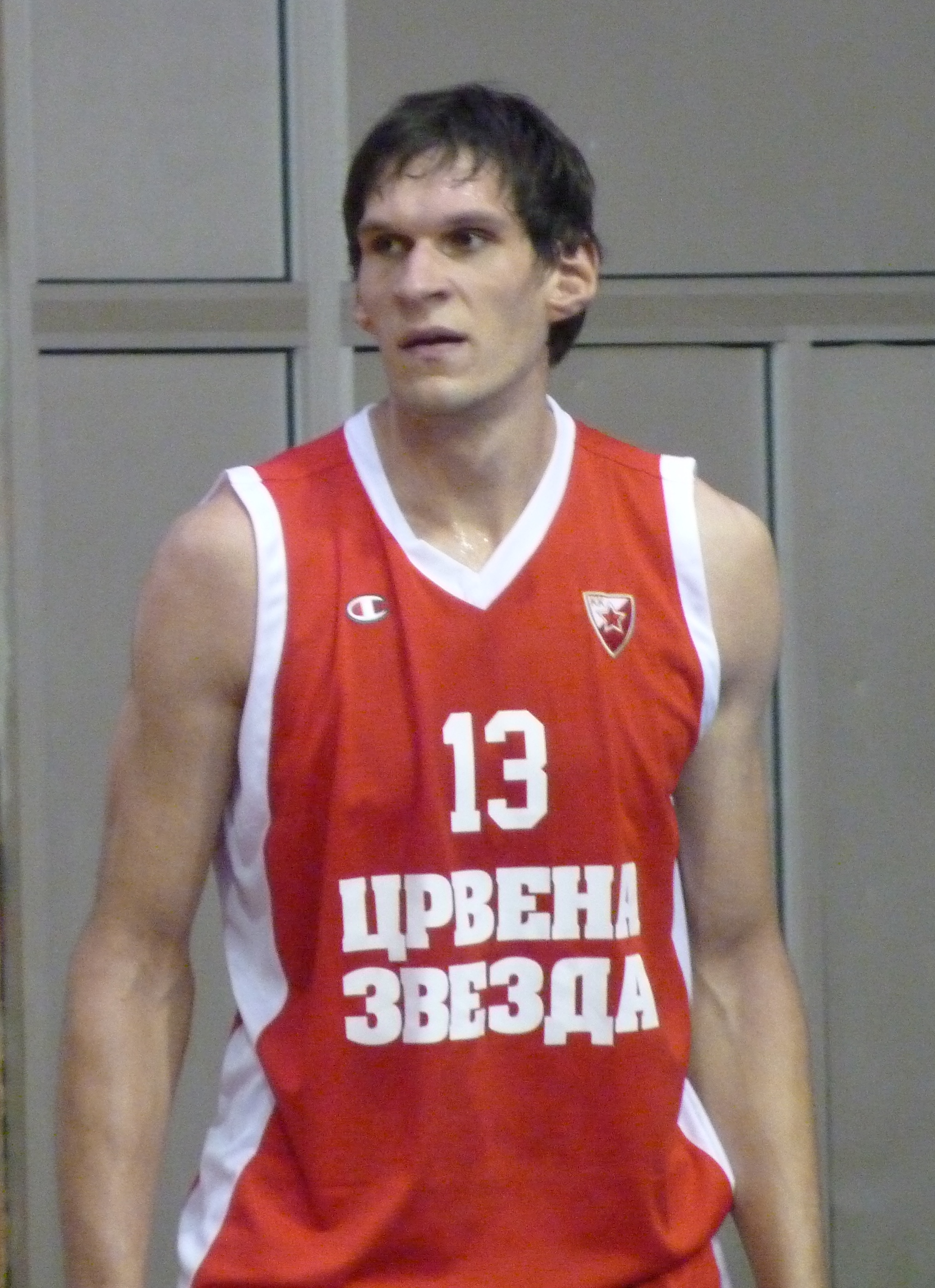
Boban Marjanović, ganador en 2015

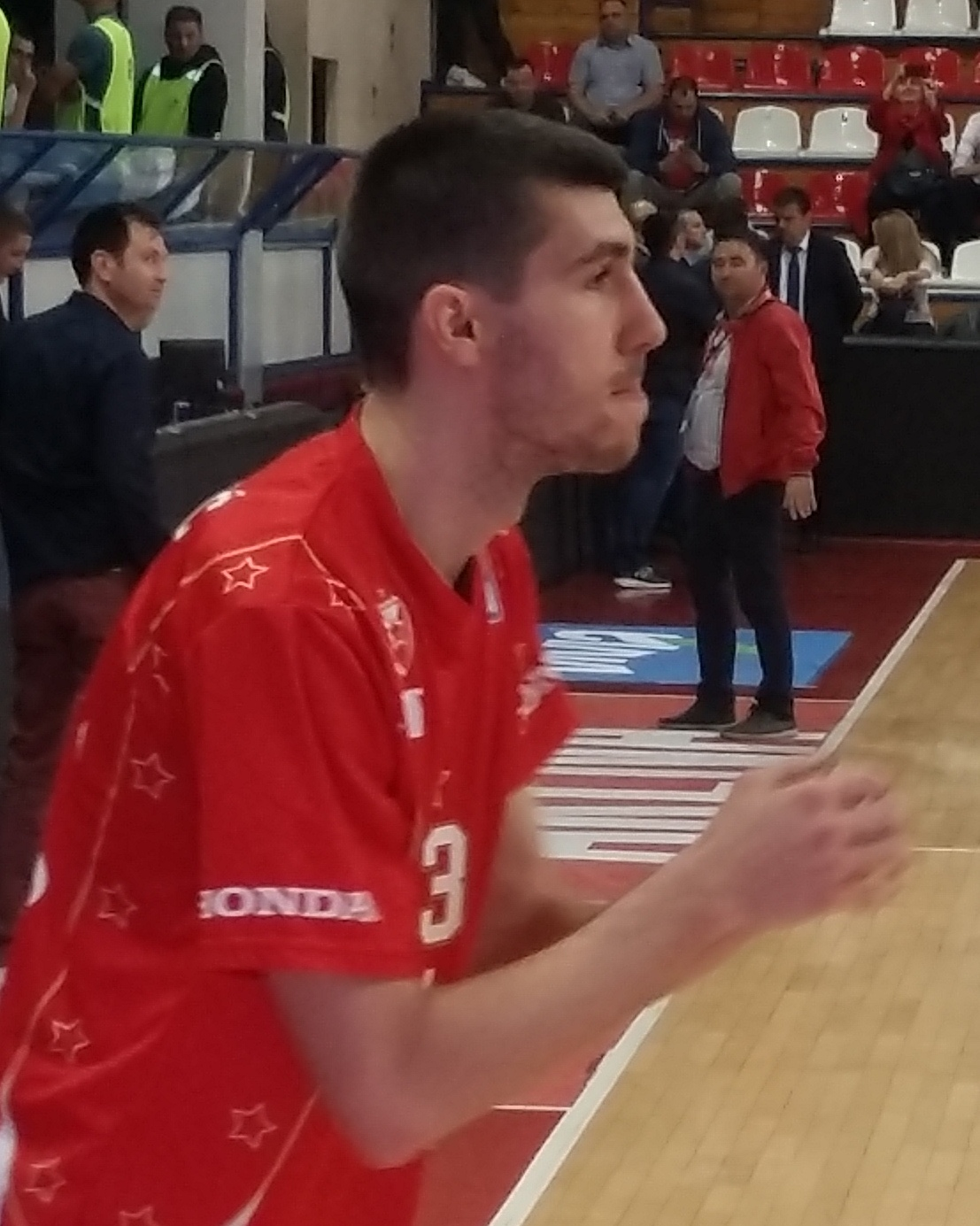
Ognjen Dobrić, ganador en 2022

El MVP de las Finales de la ABA Liga es un galardón que concede la ABA Liga desde su fundación en 2001 al mejor jugador de las finales de la competición. El último ganador ha sido el estadounidense Yago dos Santos, del Estrella Roja.

## Ganadores
| Temporada | MVP de las Finales                 | Equipo           | Ref.           |
| --------- | ---------------------------------- | ---------------- | -------------- |
| 2001-02   | Jure Zdovc                         | KK Olimpija      |                |
| 2002-03   | Marko Popović                      | Zadar            |                |
| 2003-04   | Ognjen Aškrabić                    | FMP              |                |
| 2004-05   | Nebojša Bogavac                    | Hemofarm         |                |
| 2005-06   | Vonteego Cummings                  | Partizan         |                |
| 2006-07   | Vonteego Cummings (2×) Zoran Erceg | Partizan FMP     |                |
| 2007-08   | Nikola Peković                     | Partizan         |                |
| 2008-09   | Novica Veličković                  | Partizan         |                |
| 2009-10   | Jamont Gordon                      | Cibona           |                |
| 2010-11   | Nathan Jawai                       | Partizan         |                |
| 2011-12   | Keith Langford                     | Maccabi Tel Aviv |                |
| 2012-13   | Raško Katić                        | Crvena zvezda    |                |
| 2013-14   | Dario Šarić                        | Cibona           |                |
| 2014-15   | Boban Marjanović                   | Crvena zvezda    |                |
| 2015-16   | Stefan Jović                       | Crvena zvezda    |                |
| 2016-17   | Charles Jenkins                    | Crvena zvezda    | [ 1 ]          |
| 2017-18   | Nemanja Gordić                     | Budućnost        | [ 2 ]          |
| 2018-19   | Billy Baron                        | Crvena zvezda    | [ 3 ]          |
| 2019-20   | No se concedió                     | No se concedió   | No se concedió |
| 2020-21   | Landry Nnoko                       | Crvena zvezda    | [ 4 ]          |
| 2021-22   | Ognjen Dobrić                      | Crvena zvezda    | [ 5 ]          |
| 2022-23   | Kevin Punter                       | Partizan         | [ 6 ]          |
| 2023-24   | Yago dos Santos                    | Crvena zvezda    | [ 7 ]          |